# جاك دوغاتي
جاك دوغاتي (بالإنجليزية: Jack Doughty)‏ (1 أكتوبر 1865 في المملكة المتحدة - 1 أبريل 1937 بمانشستر في المملكة المتحدة) هو لاعب كرة قدم بريطاني (وحمل سابقاً جنسية المملكة المتحدة لبريطانيا العظمى وأيرلندا) في مركز الهجوم. شارك مع منتخب ويلز لكرة القدم. أما مع النوادي، فقد لعب مع مانشستر يونايتد ونادي هايد إف سي وFairfield F.C. ‏ وDruids F.C. ‏.